# Марк I (компьютер)

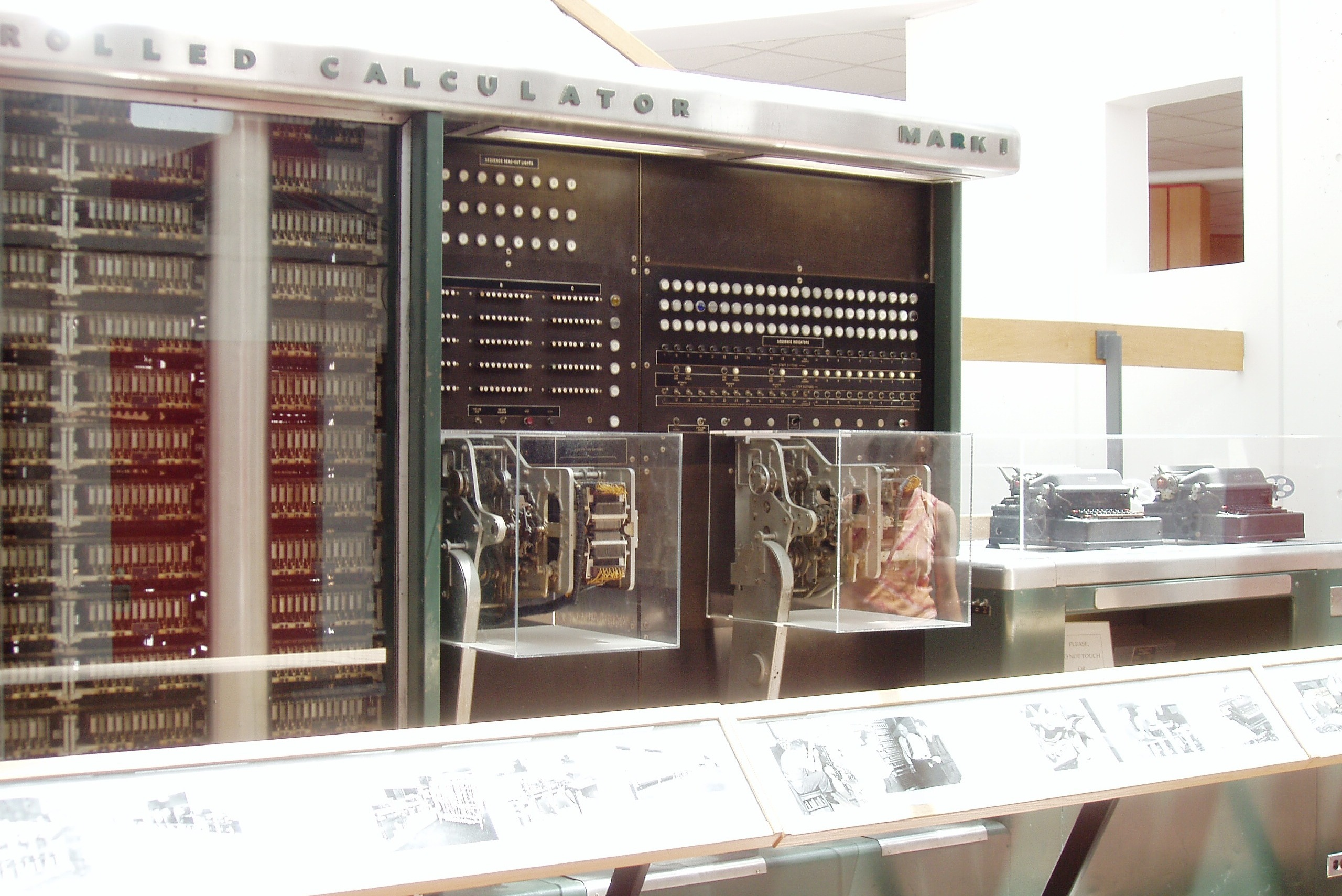
Правая сторона компьютера

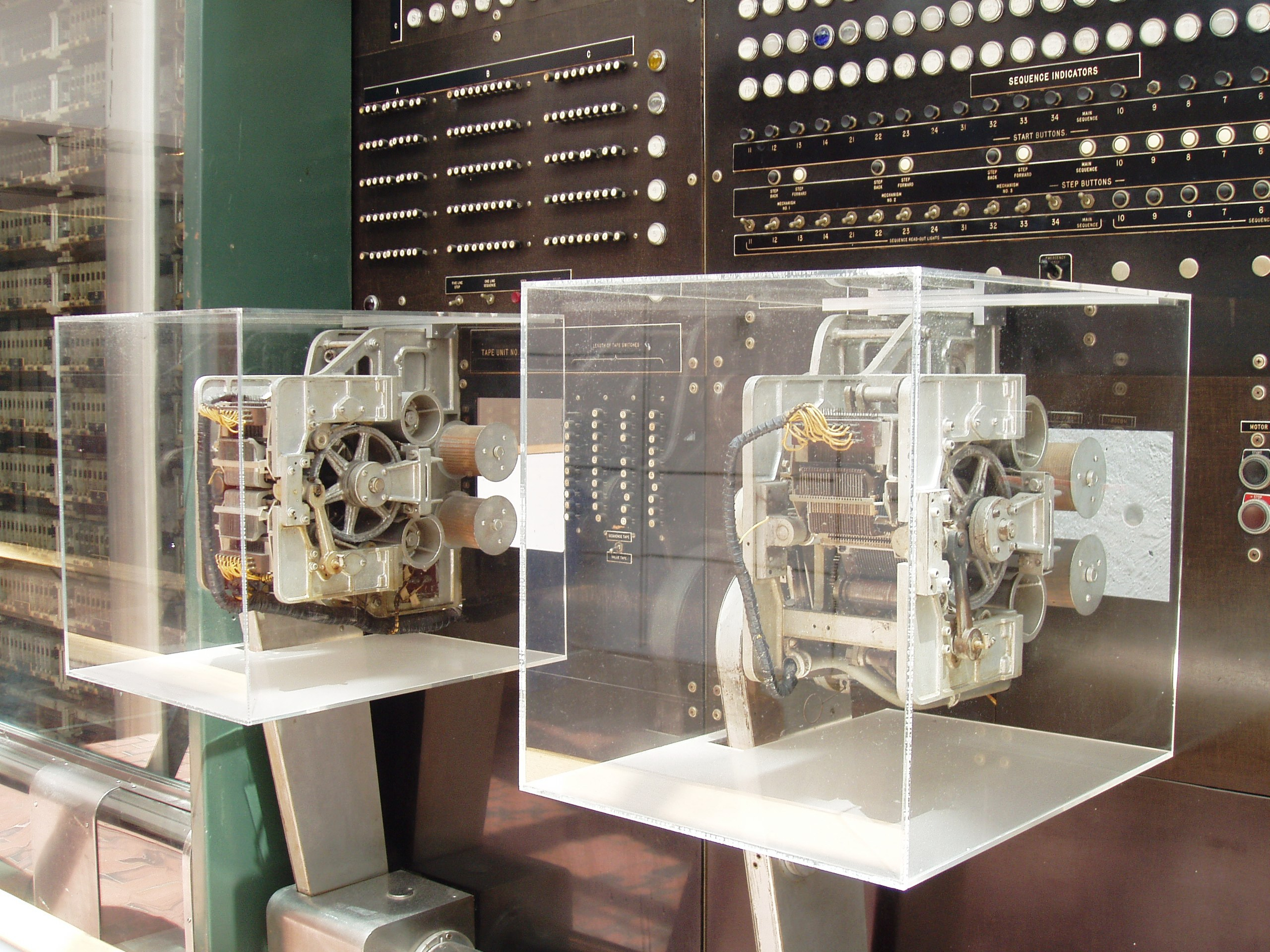
Узлы ввода-вывода и управления

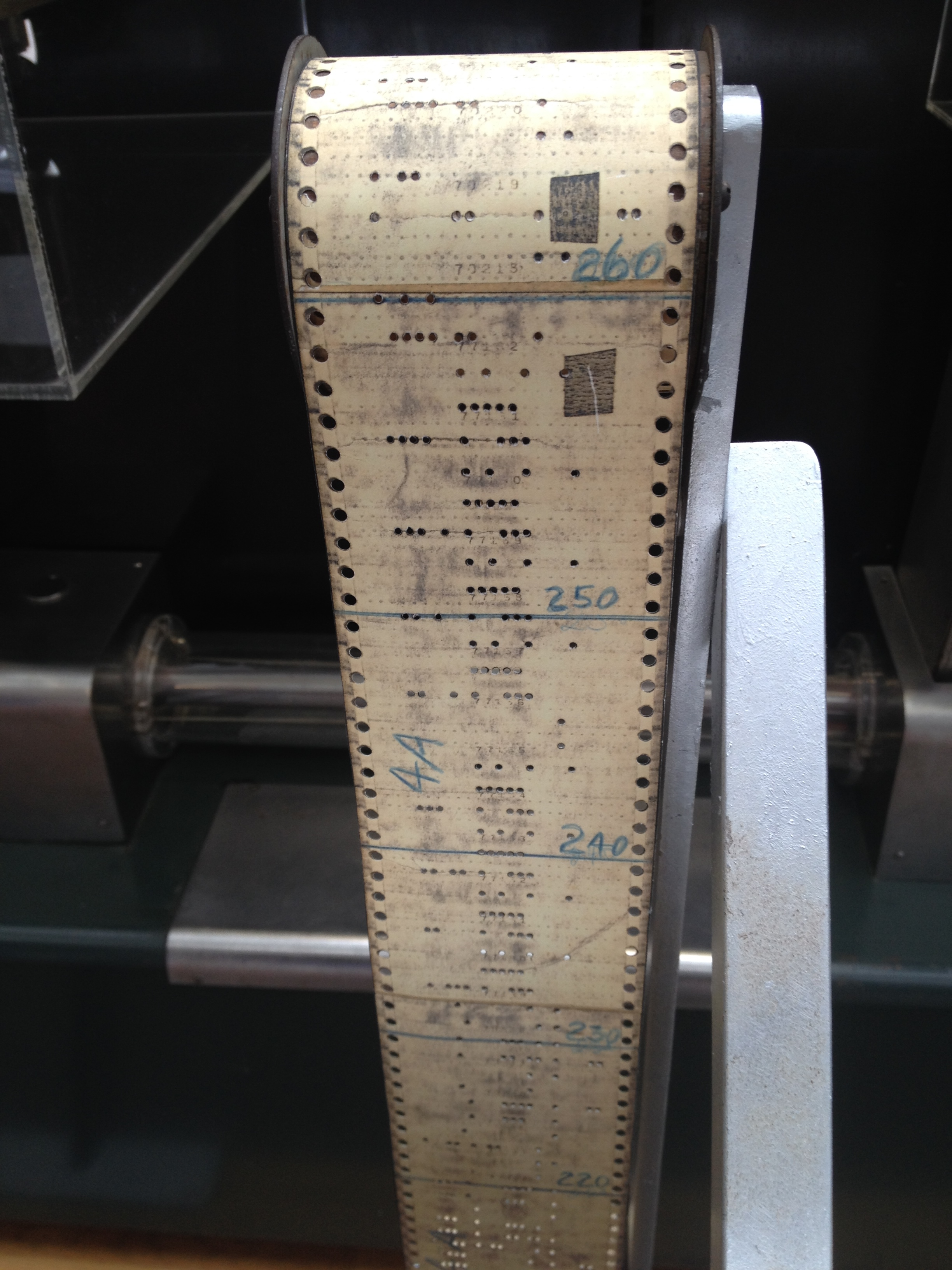
Перфорированная лента с программой вычислений

«Марк I» (англ. Harvard Mark I; Automatic Sequence Controlled Calculator, сокращённо ASCC — автоматический вычислитель, управляемый последовательностями) — одна из первых в США вычислительных машин с возможностью программирования. Разработан и построен в США в 1944 году по субподрядному договору с IBM группой из пяти инженеров-разработчиков под руководством коммандера ВМФ США Говарда Эйкена на основе более ранних наработок британского учёного Чарльза Бэббиджа. Программа исследований и создания машины финансировалась ВМФ США — заказчиком работ, генподрядчиком выступала компания IBM, после завершения работ по отладке вычислитель был передан в распоряжение флота и использовался им на завершающем этапе Второй мировой войны.

## Ввод в эксплуатацию
После успешного прохождения первых тестов в феврале 1944 года компьютер был перенесён в Гарвардский университет и формально запущен там 7 августа 1944 года.

## Техническое описание
По настоянию президента IBM Томаса Дж. Уотсона, вложившего в создание «Марк I» 500 тысяч долларов, машина была заключена в корпус из стекла и нержавеющей стали. Компьютер содержал около 765 тысяч деталей (электромеханических реле, переключателей и т. п.), достигал в длину почти 17 м (машина занимала в Гарвардском университете площадь в несколько десятков квадратных метров), в высоту — более 2,5 м и весил около 4,5 тонны. Общая протяжённость соединительных проводов составляла почти 800 км. Основные вычислительные модули синхронизировались механически при помощи 15-метрового вала, приводившегося в движение электрическим двигателем мощностью в 5 л. с. (4 кВт).
Компьютер оперировал 72 числами, состоящими из 23 десятичных разрядов, делая по 3 операции сложения или вычитания в секунду. Умножение выполнялось в течение 6 секунд, деление — 15,3 секунды, на операции вычисления логарифмов и выполнение тригонометрических функций требовалось больше минуты.
Фактически «Марк I» представлял собой усовершенствованный арифмометр, заменявший труд примерно 20 операторов с обычными ручными устройствами, однако из-за наличия возможности программирования некоторые исследователи называют его первым реально работавшим компьютером. На самом деле, машина начала работать через два года после того, как в Германии немецкий изобретатель Конрад Цузе создал вычислительную машину Z3.
«Марк I» последовательно считывал и выполнял инструкции с перфорированной бумажной ленты. Компьютер не умел выполнять условные переходы, из-за чего каждая программа представляла собой довольно длинный ленточный рулон. Циклы (англ. loops — петли) организовывались за счёт замыкания начала и конца считываемой ленты (то есть действительно за счёт создания петель). Принцип разделения данных и инструкций получил известность, как гарвардская архитектура.
Однако главным отличием компьютера «Марк I» было то, что он был первой полностью автоматической вычислительной машиной, не требовавшей какого-либо вмешательства человека в рабочий процесс.
На церемонии передачи компьютера Говард Эйкен не упомянул о какой-либо роли IBM в создании машины. Томас Уотсон был разозлён и недоволен этим поступком Эйкена, поэтому прекратил их дальнейшее сотрудничество. Данное IBM название «Automatic Sequence Controlled Calculator» Эйкен, будучи старшим военно-морским офицером, заменил на стандартное наименование для вооружения и военной техники флота «Mark I» (то есть, первый образец из данной серии, поступивший на дежурство), а компания приступила к созданию нового компьютера «IBM SSEC» уже без участия Говарда Эйкена.
В свою очередь, Говард Эйкен также продолжил работу над созданием новых вычислительных машин. За «Марком I» последовал «Марк II», затем в сентябре 1949 года — «Марк III/ADEC», а в 1952 году — «Марк IV».